# Christer Majbäck
Christer Majbäck, född 30 januari 1964 i Kiruna i Sverige, är en svensk före detta längdskidåkare. Majbäck blev under sin aktiva karriär världsmästare i stafett och vann därtill fyra individuella mästerskapsmedaljer. Majbäck är gift och har fyra barn.
Majbäck slog igenom som 21-åring, då han slutade på tredje plats vid en världscupdeltävling i det dåvarande Sovjetunionen i december 1985.

## Internationella mästerskap
Majbäck var specialist i klassisk stil och vid VM 1987 inledde han med att bli bronsmedaljör på 30 km klassisk stil, bakom Wassberg och Karvonen. Majbäck ledde sedan loppet över 15 km klassisk stil och var på väg mot guldmedalj när han bröt skidan men fortsatte efter att ha fått en ny skida. Majbäck blev dock diskvalificerad enär det inte är reglementsenligt att byta utrustning. Eftersom stafetten gick i fristil, som Majbäck hade svårt att hävda sig i, ställdes han över i stafetten (som renderade svensk vinst).
Majbäcks första olympiad, i Calgary/Canmore 1988, blev ingen framgång då han ställdes över i 30 km klassiskt och sedan nådde en elfteplats på 15 kilometer klassiskt. Förvisso var Majbäck bäste svensk på 15 km men eftersom stafetten ånyo gick i fristil ställdes han över i den (Sverige vann sedan stafetten).
VM 1989 inleddes med 30 km klassiskt och guldstrid för Majbäcks vidkommande. Till slut fick han ge slaget förlorat mot sovjeten Smirnov och norske Ulvang men vann sitt andra raka VM-brons på distansen. Halva distansen i klassisk stil gick sämre för Majbäck där han med sin trettondeplats fick se sig besegrad av tre landsmän. En nyhet till detta mästerskap var att stafetten hädanefter avgjordes i två klassiska och två fristilssträckor. Detta öppnade för att Majbäck kunde ta en plats i laget. Sverige ställde upp med fyra individuella medaljörer. Majbäck löpte förstasträckan som han vann knappt före Italiens Marco Albarello och växlade över till Svan. Fristilssträckorna löptes av Håland och Mogren, som kunde föra laget till guld.
Två år senare inledde Majbäck med en tiondeplats på paraddistansen 30 km klassisk stil i VM 1991 (Svan vann före Smirnov och Ulvang). På den nya distansen 10 kilometer klassisk stil utkämpade sedan Majbäck tillsammans med landsmannen Mogren en frenetisk kamp om medaljerna mot norrmännen Ulvang och Langli. Den sistnämnde vann slutligen blott 4,7 sekunder före Majbäck, som vann sitt första silver. Bronset togs av Mogren. Detta följdes av ett nytt silver i stafetten. Majbäck löpte andrasträckan, Svan och Mogren fristilssträckorna. Startmannen Thomas Eriksson hade dock tappat över 50 sekunder på Norge, så mer än ett silver gick inte att rädda. Majbäck avslutade sedan mästerskapet med en fjortondeplats i 50 km fri stil.
OS 1992 inleddes med att Majbäck blev sjätte man på 30 km klassisk stil och därmed bäste svensk. 10 km klassisk var en hård batalj mellan Majbäck, Albarello, Dählie och en ung tidigt startande Niklas Jonsson. Majbäck slog de två sistnämnda med ett par sekunder men fick ge sig med 0,8 sekunder mot Albarello. Vad som såg ut att vara en knappt förlorad guldmedalj byttes sedan ut mot en bronsmedalj för Majbäcks del då en sent startande Ulvang stormade i mål 19 sekunder före Albarello. Nytt för detta mästerskap var att det kördes en 15 km jaktstart i fristil med tiokilometersloppet som utgångspunkt. Majbäck, som var väsentligt svagare i fristil, kunde inte försvara sin tredjeplats men gick väl i mål som sjätte man. Stafetten blev en hemsk upplevelse för Majbäck på andrasträckan. Med bakhala skidor gick han in i väggen och Sverige tvingades permanent släppa kontakt med tätlagen. Laget blev helt utan medalj efter att Mogren förlorat spurten om bronsmedaljen mot finske Jari Isometsä. Majbäck blev sedan sextonde man på femmilen i fri stil.
Vid hemma-VM 1993 blev Majbäck bäste svensk på 30 km klassiskt (12:e plats), vilken han åtföljde med 14:e plats på 10 kilometer klassiskt och 25:e plats i jaktstarten. Majbäck stod utanför stafettlaget som misslyckades kapitalt och avslutade VM med att bli 15:e man på femmilen i fristil, som vanns av Mogren. I OS 1994 blev Majbäck 19:e man på 10 km klassiskt, 23:e man i jaktstarten och han körde andrasträckan i stafettlaget som slutade på sjätteplats. Majbäck svarade sedan för svenskarnas individuellt bästa prestation när han blev sexa på 50 kilometer klassisk stil. Inte heller VM 1995 blev någon framgång. Majbäck slutade på tjugonde plats på 30 km klassisk stil och avslutade sedan mästerskapskarriären genom att bli sjuttonde man på 50 km fristil.

## Övrigt
Majbäck har även deltagit i Vasaloppet där han som bäst kommit tvåa, vilket han gjorde 1997.
1990 blev han svensk mästare både på femmilen och tremilen.
Efter sin aktiva karriär driver Majbäck ett företag som tillverkar skidvallan Ski-go.

### Fotnoter
1. ↑  ”Sports-reference.com”. Arkiverad från originalet den 29 januari 2010. https://web.archive.org/web/20100129013644/http://www.sports-reference.com/olympics/athletes/ma/christer-majback-1.html. Läst 14 mars 2014.
2. ↑  Christer Majbäck på Internationella Skidförbundets webbplats
3. ↑  ”Bättre än 1987 blir det aldrig”. Göteborgs-Posten. 16 februari 2005. https://www.gp.se/sport/b%C3%A4ttre-%C3%A4n-1987-blir-det-aldrig-1.1135959. Läst 13 februari 2022.
4. ↑  ”Längd herrar”. Svenska Skidförbundet. Arkiverad från originalet den 9 mars 2015. https://web.archive.org/web/20150309083750/http://www.skidor.com/Foljoss/Historikochstatistik/Svenskamastare/Langdherrar/. Läst 30 november 2013.